# フォード・ブロンコ
ブロンコ（Bronco ）は、フォード・モーターが製造するSUVである。

## 初代（アーリーブロンコ 1966年-1977年）

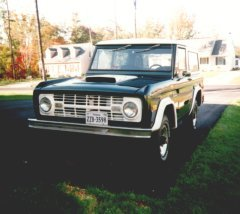
第1世代

最初のブロンコはコンパクトなSUVで、ジープ・CJモデル、ジープ・チェロキーに対抗して造られた。ホイールベース92インチと小型なサイズは、オフロード走行で人気となった。（後にフォードのコンパクトSUVは、フォード・ブロンコIIやフォード・エスケープにその地位を取って代わられる。）ブロンコは、アクセルとブレーキを4輪駆動のピックアップトラック、F-100のものを流用している以外は、フレーム、サスペンション、ボディのほとんどがオリジナルの設計によるものである。初期のエンジンは170立方インチで、1969年にパワフルで性能がよく、より豪華な仕様のシボレー・ブレイザーが登場するまでは、スカウトやジープに対抗していた。シボレー・ブレイザーの登場に対してオプションのエンジンとしてチャレンジャー289V8（200馬力）と同302V8（205馬力）を用意したが、ブレイザーの350立方インチ（255馬力）にかなうものではなかった。1973年、パワーステアリングとオートマチックトランスミッションが追加され、販売台数を伸ばしたが、それでもブレイザーの半分程度でしかなかった。1974年頃には、より大きく、快適な車となること、つまりフルモデルチェンジがブロンコに求められ、販売不振はさらに続いた。

## 2代目（1978年-1979年）
1978年、新たにデザインされたブロンコでは、シャシー、ドライブトレイン、ボディの多くをF-100トラックと共用した。設計は1972年から開始されたが、1970年代のオイルショックによってその開発は遅れていた。ボディサイズが大型化され、フルサイズのSUVであるブレイザーや、ダッジ・ラムチャージャー、プリムス・トレイルダスター、ジープ・グランド・ワゴニア、トヨタ・ランドクルーザー等に対抗しうるようになった。ベースのエンジンは351M-2V V8と400-2V V8が用意された。1979年には、触媒を含め、様々な排気対策のための改良が施された。

## 3代目（1980年-1986年）

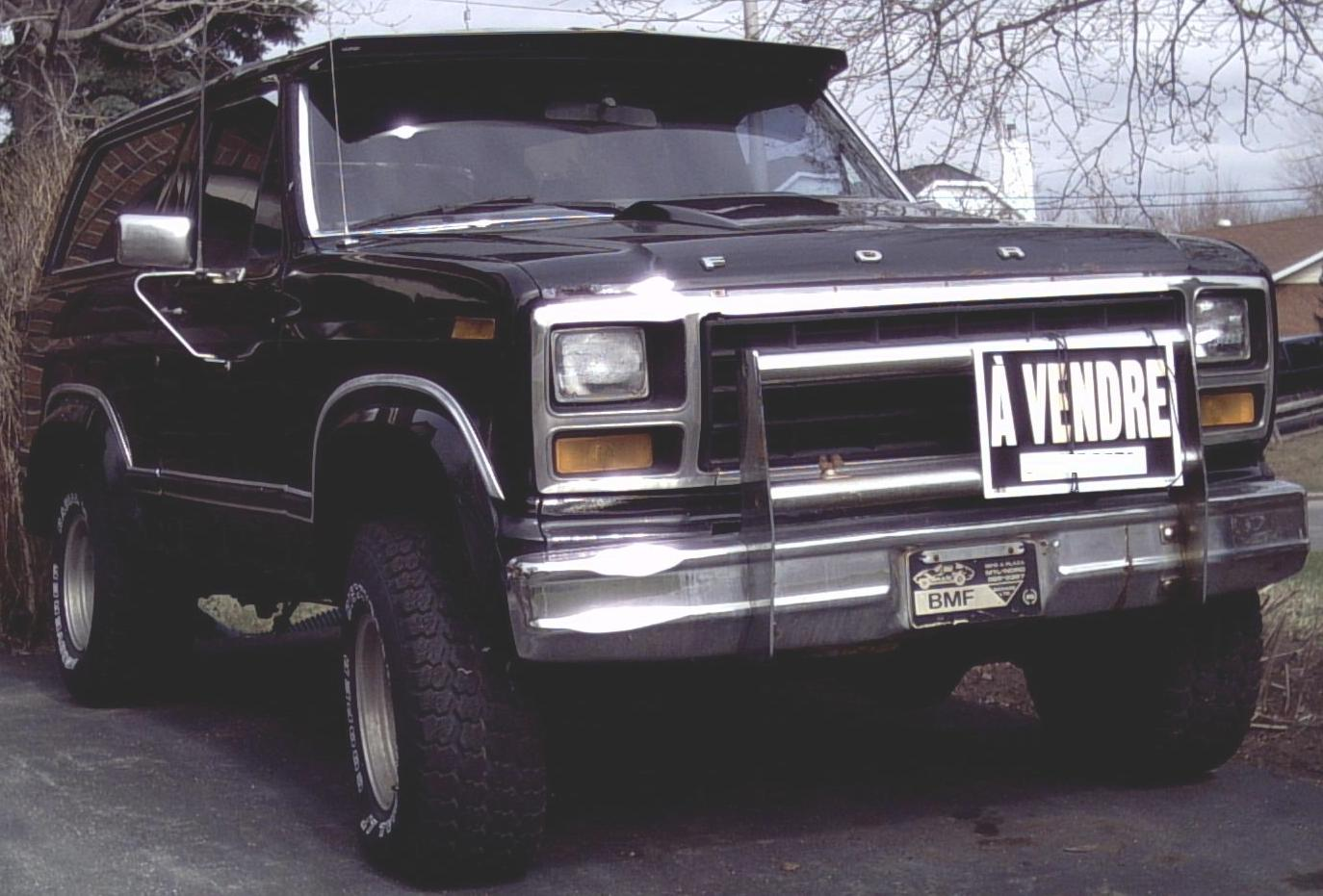
第3世代

大規模なモデル・チェンジが1980年に行われた。モデルは、新たにデザインされたF-シリーズをベースとしている。新しいブロンコは、全長が短くなり、パワートレインに僅かな改良が成された。最も顕著に改良されたのは、TTB(Twin Traction Beam)と呼ばれるフロント・サスペンションである。燃費を考慮して、エンジンには直列6気筒300立方インチがベースとなったが、このエンジンは上級の5.0リッターよりもトルクがあった。1984年、電子制御の排気システムが採用された。この年、351立方インチのエンジンが、さらに1987年には5.8リッターが最上級エンジンとして投入された。なお、フォードは1982年までボンネットにFORDの文字を施していたが、この年から青い楕円の中にFORDと書かれたロゴを使い始めるようになった。

## 4代目（1987年-1991年）

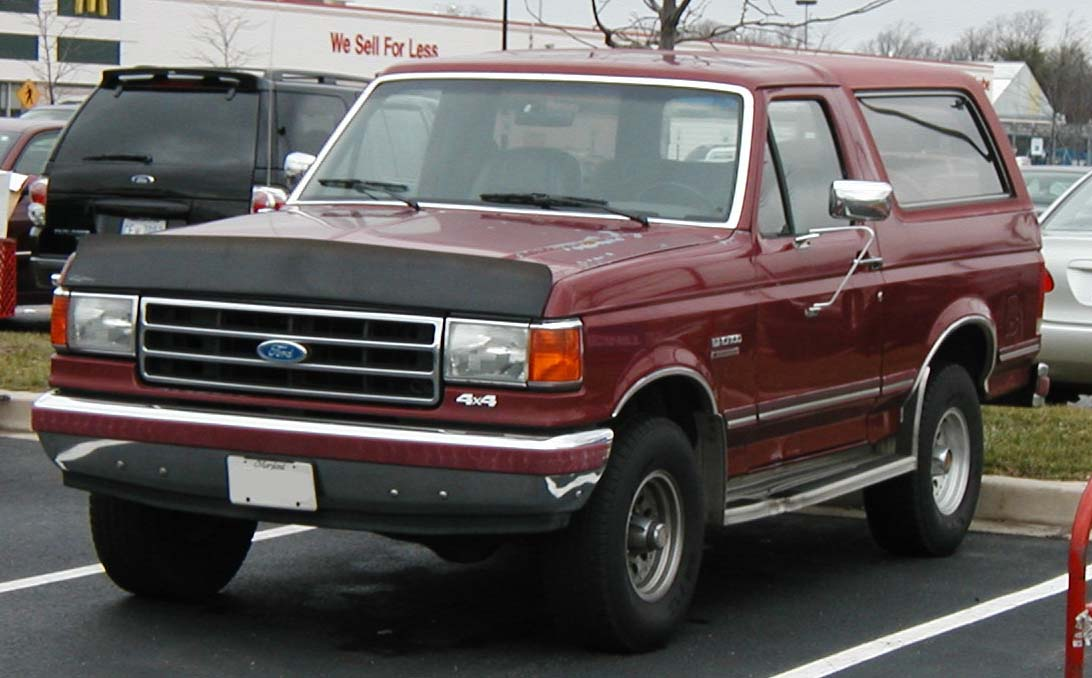
第4世代

1987年、フルサイズのボディとドライブ・トレインのブロンコは再びF-シリーズをベースに改良を受けた。新たなボディはエアロダイナミクスの影響を受け、他の車と同様に大型化し、そのスタイルはリフレッシュした。1988年、全てのブロンコは電子制御のフューエル・インジェクションを採用して販売されるようになった。1991年、25周年記念モデルとしてシルバーのボディにグレーの内装を施されたモデルが発売された。

## 5代目（1992年-1996年）

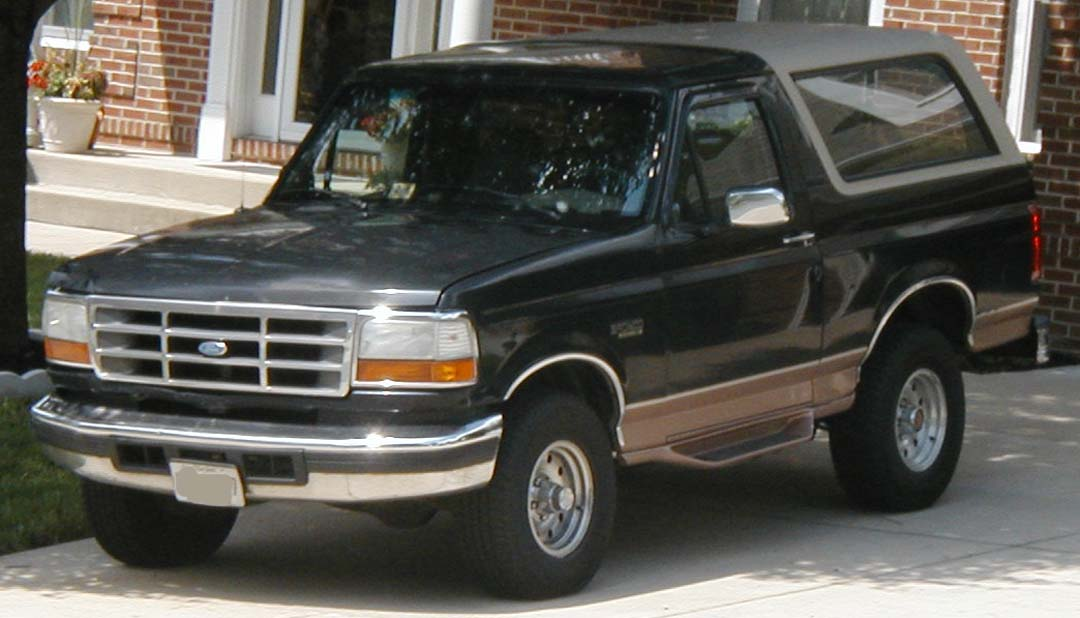
第5世代

1992年、F-シリーズをベースとして、安全性の向上を大きな目標として改良された。
1994年にはサイド・エアバッグが追加装備された。内外装とも僅かに変化が見られるほか、ソフトトップ・モデルが追加された。ドライブ・トレイン などに関しては変更されなかった。

## 6代目（2021年-）
2017年の北米国際オートショーにて、2020年にブロンコを復活させると発表。2019年3月にプロトタイプが完成し、翌2020年3月の発表を予定していたが、新型コロナウイルスの感染拡大を受けて延期され、同年7月13日に発表された。
歴代モデルと比較して車体は小さくなり、史上初の中型SUVとなったが、ラダーフレームを持つ本格的なクロスカントリー車という位置づけは堅持されている。ボディは4人乗り2ドアのほか、ブロンコ初の5人乗り4ドアもラインナップされる。初代モデルの「G.O.A.T. (Goes Over Any Type of Terrain)」コンセプトを継承し、オフロード走行を重視した最新技術が多数組み込まれている。
エンジンは直噴ガソリンターボの「EcoBoost」を搭載。標準の2.3L 直列4気筒エンジンは最大出力274ps、最大トルク42.8kgmを発生する。オプションで2.7L V型6気筒エンジンも用意され、最大出力314ps、最大トルク55.3kgmを引き出す。トランスミッションは7速MTと10速ATから選択できる。
2021年6月に生産を開始。フォードが日本市場から撤退しているため、正規輸入は行われない。

### ブロンコスポーツ

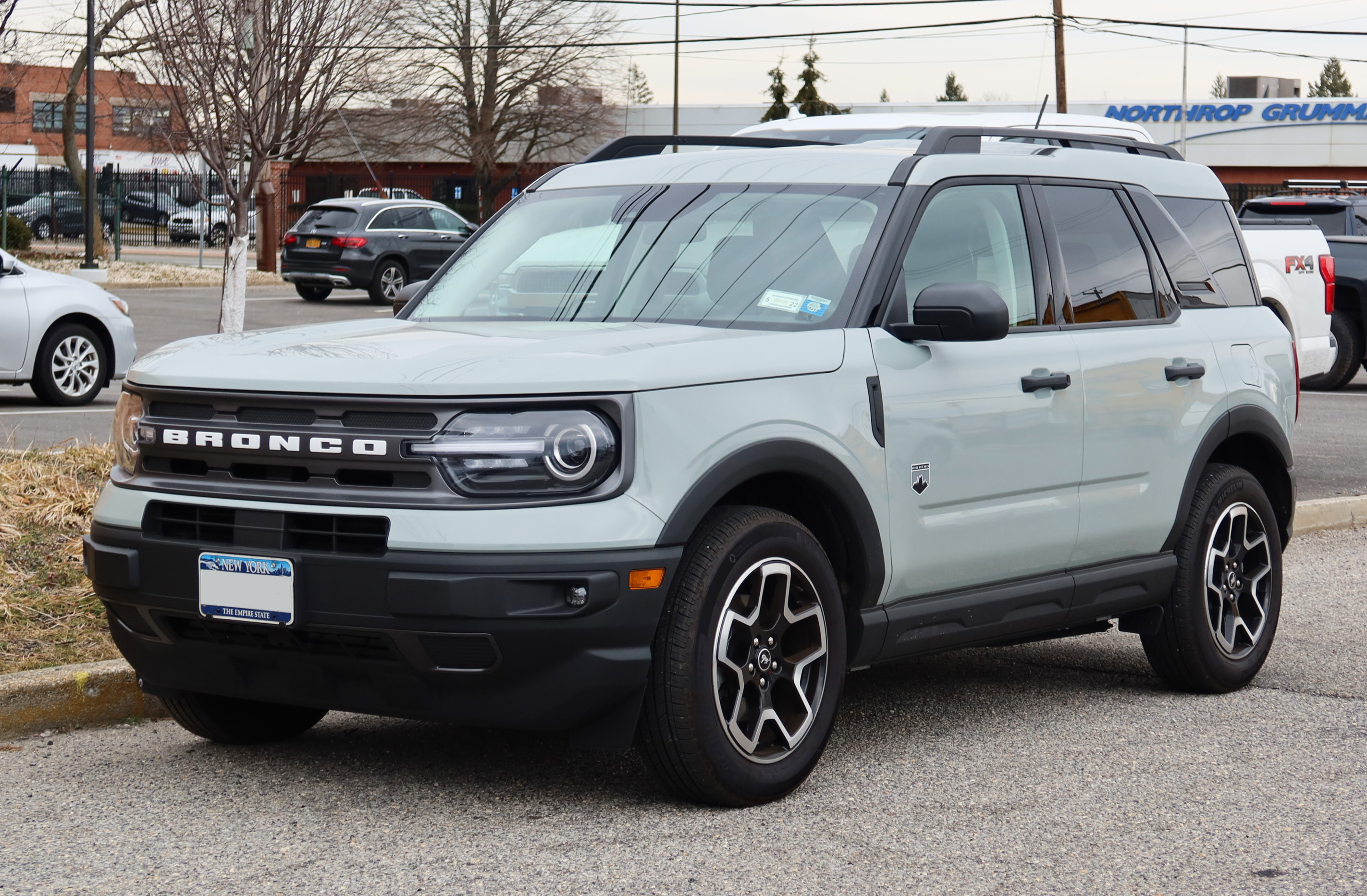
ブロンコスポーツ

ブロンコと同時発表され、2020年10月より生産開始。本格的なクロスカントリー車であるブロンコに対し、モノコックボディを持つ都市型SUVとして開発された。
エンジンは直噴ガソリンターボの「EcoBoost」で、標準で1.5L 直列3気筒エンジンを搭載。オプションで2.0L 直列4気筒エンジンも用意される。トランスミッションは8速ATのみ。
グレード体系はベースモデルのほか、「Big Bend」「Outer Banks」「Badlands」の全4グレードが基本となり、「Badlands」を除き全て1.5Lエンジンが標準となる。ベースモデルは17インチアルミホイール、マニュアルシート、マニュアルエアコンを装備。「Big Bend」は17インチアルミホイール、マニュアルシート、オートエアコンを装備し、オプションで電動シート、シートヒーター、パワームーンルーフ、アダプティブクルーズコントロールが選択できる。「Outer Banks」は18インチアルミホイール、電動レザーシート、シートヒーター、オートエアコンを標準装備するハイグレード仕様。「Badlands」のみ2.0Lエンジンを搭載し、オフロードサスペンション、ツインクラッチリアドライブユニット、17インチアルミホイール、電動シート、シートヒーター、オートエアコンを標準装備し、オプションで電動レザーシートを選択できるオフロード特化型のモデル。